# William de Wickwane
William de Wickwane († 27 août 1285) est un ecclésiastique anglais devenu archevêque d'York.

## Biographie
On ne sait rien de ses antécédents et de son éducation. Il est cependant connu qu'il s'appelait magister, donc il a probablement fréquenté une université. Il a tenu la prébende de North Newald dans le Yorkshire en 1265 et a également tenu la prébende de Ripon. 

### Archevêque d'York
William de Wickwane fut élu archevêque d'York le 22 juin 1279 et consacré le 17 septembre de la même année par le pape Nicolas III à Viterbe.
Lors de son retour en Angleterre, sa croix était portée devant lui à travers le siège de Canterbury. Cela a provoqué une dispute entre lui et John Peckham, archevêque de Canterbury. Il a également eu une querelle avec le chapitre de chanoines de Durham: en 1281, il voulait faire une visite archiépiscopale du ce chapitre, mais ils l’empêchaient de le faire. En retour, Wickwane excommunia le chapitre et Robert de Holy Island, évêque de Durham, et mit tout le diocèse de Durham sous interdit. Le chapitre et l'évêque ont fait appel à Rome, et l'affaire fut réglée six ans plus tard. Wickwane a également tenté d'interdire au clergé qui a pris des concubines d'exercer des fonctions cléricales dans le diocèse d'York.  
Il meurt le 26 ou 27 août 1285 à l'Abbaye de Pontigny en Bourgogne, où il a ensuite été enterré.